# Sabotage (canción de Bebe Rexha)
«Sabotage»—en español: Sabotaje—es una canción de la cantante estadounidense Bebe Rexha, de su segundo álbum de estudio Better Mistakes. Fue lanzado el 16 de abril de 2021 como el tercer sencillo del álbum.

## Lanzamiento
El 14 de abril de 2021, Rexha anunció en sus plataformas de redes sociales que la canción se lanzaría como el tercer sencillo de su próximo álbum, Better Mistakes junto con su pedido anticipado. La canción fue lanzada el 16 de abril acompañada de su video musical.

## Composición
"Sabotage" fue escrita por Rexha junto a Jon Hume, Michael Matosic y Greg Kurstin, el último que también produjo la canción. Ha sido descrita como una balada pop que muestra un lirismo "directo del corazón" y habla de cómo sabotea sus mejores momentos. La propia Rexha declaró que la pista es la "más vulnerable" en Better Mistakes.

"Sabotage" es una de las canciones más vulnerables de mi nuevo álbum, "Better Mistakes". Es tan hermoso como dolorosamente honesto. Admito que me interpongo en mi propio camino cuando las cosas van bien. Sé que no soy el único que sufre el autosabotaje durante los momentos más preciados de la vida, y esta balada es un reconocimiento de que a veces somos nuestro peor enemigo.
Rexha hablando sobre la inspiración y el significado de la canción.

## Video musical
El video musical de la pista se estrenó en la fecha de lanzamiento de la canción. Fue dirigida por Christian Breslauer. El clip muestra a Rexha en una casa abandonada con un prado a sus pies, hundiéndose lentamente en el agua y donde todos los espejos se rompen a su alrededor. Termina incendiando toda la casa con un fósforo.

## Posicionamiento en listas
| Listas (2021)                    | Mejor posición |
| -------------------------------- | -------------- |
| Nueva Zelanda Hot Singles (RMNZ) | 19             |